# Bogdan Wenta
Bogdan Wenta, né le 19 novembre 1961 à Szpęgawsk, est un joueur de handball polonais puis allemand devenu entraîneur. Membre de l'équipe nationale de Pologne entre 1981 et 1993, il en devient le sélectionneur pendant huit ans, entre 2004 et 2012, poste qu'il cumule avec celui d'entraîneur du KS Kielce.
Engagé en politique dès 2014, il est élu au Parlement européen en mai sous l'étiquette de la Plate-forme civique (centre droit), avant de quitter ses fonctions en novembre 2018 pour occuper le poste de maire de Kielce.

## Biographie

### Parcours en club
Bogdan Wenta a commencé sa carrière à 17 ans au Wybrzeże Gdańsk. Il participe ainsi à la montée en puissance de ce club dans le Championnat de Pologne, devenant vice-champion en 1982 et 1983 puis remportant les 5 éditions suivantes entre 1984 et 1988. Au cours de cette période faste du club, il atteint à deux reprises la finale de la Coupe des clubs champions (C1), perdant en 1986 face au RK Metaloplastika Šabac et en 1987 face au SKA Minsk.
En 1989, il rejoint l'Espagne où il évolue pour le Bidasoa Irún (1989-1992) puis le FC Barcelone (1992-1995) avec lesquels il remporte quatre coupes nationales et surtout la Coupe des vainqueurs de coupe (C2) en 1994 et 1995.
En 1995, il prend cette fois la direction de l'Allemagne, au TuS Nettelstedt avec lequel il remporte notamment la Coupe des Villes (C4) en 1997 et 1998. En 2000, il termine sa carrière au SG Flensburg-Handewitt où il devient entraîneur adjoint en 2002.

### Parcours en équipes nationales
Wenta débute en équipe nationale de Pologne en 1981 à l'âge de 20 ans. Sélectionné à 191 reprises jusqu'en 1994, il totalise 763 buts marqués, ce qui fait de lui le 2e meilleur marqueur de l'histoire de la sélection. S'il participe aux championnats du monde en 1986 (14e place) et en 1990 (11e place), la Pologne ne parviendra ensuite pas à se qualifier à d'autres compétitions internationales avant le championnat d'Europe 2002. Considéré responsable de l'élimination de l'équipe nationale lors des qualifications pour le championnat d'Europe 1994 (défaite 42 à 51 face à la France après avoir remporté le match aller 23 à 19), il ne revêtira par la suite plus jamais le maillot polonais.
En 1996, ayant des grands-parents allemands, il prend la nationalité allemande, notamment dans l'objectif de participer aux Jeux olympiques. Ceci suscita une grande controverse en Pologne, bien qu'il n'affronta jamais son ancienne sélection. Sous le maillot allemand à partir de 1997, il est sélectionné à 50 reprises, participant aux championnats du monde 1997 et 1999, aux championnats d'Europe 1998 et Championnat d'Europe 2000 et finalement aux Jeux olympiques de 2000.

### Carrière d'entraîneur
Il arrête sa carrière de joueur en 2002 et devient entraîneur adjoint du SG Flensburg-Handewitt, club où il évoluait depuis 2 ans. En 2006, il rejoint pour une saison un autre club allemand, le SC Magdebourg, avec lequel il remporte la Coupe de l'EHF en 2007. En 2008, il rejoint le club polonais du KS Kielce et en fait le meilleur club de Pologne, remportant en 5 ans quatre championnats et cinq coupes de Pologne. En 2013, il atteint également la 3e place en Ligue des champions, ne concédant que 2 défaites sur l'ensemble de la compétition. En 2014, il devient manager général du club, désormais entraîné par Talant Dujshebaev.
En octobre 2004, soit un peu plus de 4 ans après son dernier match sous le maillot allemand, il devient sélectionneur de l'équipe nationale de Pologne tout en continuant sa carrière d'entraineur de club. Il mènera sa sélection aux meilleurs résultats de son histoire, atteignant la finale du championnat du monde 2007 puis remportant la médaille de bronze en 2009. Il quitte son poste en 2012.

## Palmarès joueur

### Club
Compétitions internationales
- Vainqueur de la Coupe des vainqueurs de coupe (C2) (2) : 1994, 1995 (avec FC Barcelone)
- Vainqueur de la Coupe des Villes (C4) (2) : 1997, 1998 (avec TuS Nettelstedt)
- Finaliste de la Coupe des clubs champions (C1) en 1986 et 1987 (avec Wybrzeże Gdańsk)

Compétitions nationales
- Vainqueur du Championnat de Pologne (5) : 1984, 1985, 1986, 1987 et 1988 (avec Wybrzeże Gdańsk) ; Vice-champion en 1982 et 1983
- Deuxième du Championnat d'Espagne en 1995 (avec FC Barcelone)
- Vainqueur de la Coupe d'Espagne (3) : 1991 (avec Bidasoa Irún) ; 1994 (avec FC Barcelone)
- Vainqueur de la Coupe ASOBAL (1) : 1995 (avec FC Barcelone)
- Vainqueur de la Supercoupe d'Espagne (1) : 1994
- Vainqueur de la Supercoupe d'Allemagne (1) : 1998

### En équipes nationales
Pologne
- 191 sélections et 763 buts entre 1981 et 1994
- 14e place au Championnat du monde 1986,  Suisse
- Finaliste du Championnat du monde B 1989
- 11e place au Championnat du monde 1990,  Tchécoslovaquie

 Allemagne
- 50 sélections et 144 buts entre 1997 et 2000
- Médaille de bronze au Championnat d'Europe 1998,  Italie
- 5e place au Championnat du monde 1999,  Égypte
- 5e place aux Jeux olympiques de 2000 de Sydney,  Australie

### Distinctions individuelles
- Élu meilleur joueur du championnat d'Espagne en 1991 et 1992[réf. nécessaire]
- Élu meilleur demi-centre du championnat d'Espagne en 1995

## Palmarès d'entraîneur

### Club
Compétitions internationales
- Vainqueur de la Coupe de l'EHF (1) : 2007 (avec SC Magdebourg)
- 3e place en Ligue des champions en 2013 (avec KS Kielce)

Compétitions nationales
- Vainqueur du Championnat de Pologne (4) : 2009, 2010, 2012, 2013
- Vainqueur de la Coupe de Pologne (5) : 2009, 2010, 2011, 2012, 2013

### Équipe nationale de Pologne
- Médaille d'argent au championnat du monde 2007,  Allemagne
- Médaille de bronze au championnat du monde 2009,  Croatie
- 4e place au championnat d'Europe 2010,  Autriche
- 5e place aux Jeux olympiques de 2008 de Pékin,  Chine
- 8e place au championnat du monde 2011,  Suède
- 9e place au championnat d'Europe 2012,  Serbie

### Distinctions individuelles
- Croix de Chevalier de l'Ordre Polonia Restituta en 2007

## Engagement politique
Bogdan Wenta est élu député européen en 2014 sur la liste de la Plate-forme civique. Il s'investit au sein des Commissions de la culture et de l'éducation ainsi que développement et siège au sein de l'Assemblée parlementaire paritaire. En novembre 2018, après son élection au poste de maire de Kielce (avec 61,3 % des voix au second tour), il quitte le Parlement européen et est remplacé par Bogusław Sonik.